# Сандовал (Іллінойс)
Сандовал (англ. Sandoval) — селище (англ. village) в США, в окрузі Меріон штату Іллінойс. Населення — 1157 осіб (2020).

## Географія
Сандовал розташований за координатами 38°36′43″ пн. ш. 89°7′10″ зх. д. / 38.61194° пн. ш. 89.11944° зх. д. (38.612014, -89.119317).  За даними Бюро перепису населення США в 2010 році селище мало площу 2,60 км², уся площа — суходіл.

## Демографія
Згідно з переписом 2010 року, у селищі мешкали 1274 особи в 497 домогосподарствах у складі 336 родин. Густота населення становила 491 особа/км².  Було 559 помешкань (215/км²).
Расовий склад населення:
| - 97,5 % — білих - 0,8 % — чорних або афроамериканців - 0,3 % — азіатів - 0,1 % — корінних американців |

До двох чи більше рас належало 1,3 %. Частка іспаномовних становила 1,5 % від усіх жителів.
За віковим діапазоном населення розподілялося таким чином: 29,0 % — особи молодші 18 років, 59,0 % — особи у віці 18—64 років, 12,0 % — особи у віці 65 років та старші. Медіана віку мешканця становила 34,7 року. На 100 осіб жіночої статі у селищі припадало 94,5 чоловіків;  на 100 жінок у віці від 18 років та старших — 91,9 чоловіків також старших 18 років.
Середній дохід на одне домашнє господарство  становив 44 313 долари США (медіана — 29 097), а середній дохід на одну сім'ю — 44 103 долари (медіана — 33 194). Медіана доходів становила 38 036 доларів для чоловіків та 23 309 доларів для жінок. За межею бідності перебувало 37,5 % осіб, у тому числі 41,8 % дітей у віці до 18 років та 18,4 % осіб у віці 65 років та старших.
Цивільне працевлаштоване населення становило 429 осіб. Основні галузі зайнятості: освіта, охорона здоров'я та соціальна допомога — 33,8 %, виробництво — 15,4 %, мистецтво, розваги та відпочинок — 11,0 %, транспорт — 8,4 %.

## Відомі особистості
В поселенні народилась:
- Барбара Кроуфорд Джонсон (1925—2005) — американська авіаційна інженер.